# Gouvernement Chaves I
 Andalousie
Rodríguez de la Borbolla II Chaves II
Le gouvernement Chaves I est le gouvernement de l'Andalousie entre le 28 juillet 1990 et le 3 août 1994, durant la IIIe législature du Parlement d'Andalousie. Il est présidé par Manuel Chaves.

## Composition
| Fonction                                         | Nom | Nom                                                                                       | Parti  |
| ------------------------------------------------ | --- | ----------------------------------------------------------------------------------------- | ------ |
| Président                                        |     | Manuel Chaves González                                                                    | PSOE-A |
| Conseillère à la Présidence                      |     | Concepción Gutiérrez del Castillo                                                         | PSOE-A |
| Conseiller à l'Intérieur                         |     | Ángel Martín-Lagos Contreras                                                              | PSOE-A |
| Conseiller à l'Économie et aux Finances          |     | Jaime Montaner Roselló                                                                    | PSOE-A |
| Conseiller aux Travaux publics et aux Transports |     | Juan José López Martos                                                                    | PSOE-A |
| Conseiller à l'Agriculture et à la Pêche         |     | Leocadio Marín Rodríguez (jusqu'au 28/12/1993) Luis Planas Puchades                       | PSOE-A |
| Conseiller au Travail                            |     | Francisco Oliva García                                                                    | PSOE-A |
| Conseiller à la Santé                            |     | José Antonio Griñán Martínez (jusqu'au 17/01/1992) José Luis García de Arboleya y Tornero | PSOE-A |
| Conseiller à l'Éducation et à la Science         |     | Antonio Pascual Acosta                                                                    | PSOE-A |
| Conseillère aux Affaires sociales                |     | Carmen Hermosín Bono                                                                      | PSOE-A |
| Conseiller à la Culture et à l'Environnement     |     | Juan Manuel Suárez Japón                                                                  | PSOE-A |